# Инокентий VII
Папа Инокентий VII (на латински: Innocentius PP VII) роден Козимо ди Мильорати (на италиански: Cosimo de Migliorati) е глава на Римокатолическата църква от 1404 г. до смъртта си, 204-тия папа в традиционното броене.